# Couturelle
Couturelle település Franciaországban, Pas-de-Calais megyében. Lakosainak száma 76 fő (2022. január 1.). Couturelle Coullemont, Saulty, Humbercourt és Lucheux községekkel határos.

## Népesség
A település népességének változása:
| Lakosok száma | 90   | 70   | 69   | 65   | 68   | 71   | 74   | 74   | 76   |
|               | 2013 | 2015 | 2016 | 2017 | 2018 | 2019 | 2020 | 2021 | 2022 |